# Maria José Paschoal
Maria José Paschoal (n. 1956, Horta), por vezes escrito como Maria José Pascoal, é uma atriz portuguesa. Tem-se destacado tanto em teatro como em televisão. Entre outras distinções, recebeu o Globo de Ouro para Melhor Atriz de Teatro em 2009 e 2014.

## Percurso
Licenciou-se em Arquitetura na Escola Superior de Belas Artes de Lisboa, tendo prosseguido a sua formação com vários cursos na Escola Superior de Teatro e Cinema do Conservatório Nacional de Lisboa. Iniciou a sua carreira em 1981. Esteve oito anos no Teatro da Graça, de 1986 a 1993. Depois disso, passou pelas estruturas dos teatros Monumental, Politeama, Malaposta, da Trindade e de Almada; de 1996 a 1998, integrou o Teatro Nacional D. Maria II.

## Televisão
- Ninguém como Tu (2025), TVI 2024
- Quer o Destino, TVI 2020
- Excursões Air Lino, RTP 2018
- Madre Paula, RTP 2017
- A Impostora, TVI 2016-2017
- Dentro, RTP 2016
- O Beijo do Escorpião, TVI 2014
- O Cerco a Leningrado, RTP 2012 (teatro televisivo)
- Mar de Paixão, TVI 2010-2011
- Deixa Que Te Leve, TVI 2009-2010
- A Outra, TVI 2008
- Casos da Vida, TVI 2008
- Deixa-me Amar, TVI 2007-2008
- Memória de Água, TVI 2007 (teatro televisivo)
- Tempo de Viver, TVI 2006-2007
- Segredo, RTP 2004
- Morangos com Açúcar, TVI 2004
- Amanhecer, TVI 2002-2003
- Querido Professor, SIC 2000
- Residencial Tejo, SIC 2000
- Diário de Maria, RTP 1998
- Médico de Família, SIC 1998
- Ballet Rose, RTP 1997
- Mistérios de Lisboa, RTP 1996
- Trapos e Companhia, TVI 1994
- Sozinhos em Casa, RTP 1994
- Ricardina e Marta, RTP 1989
- Muito Tarde para Ficar Só, RTP 1988 (telefilme de Luís Filipe Costa)
- Baton, RTP 1988 (teatro televisivo)
- Mátria, programa de Natália Correia, RTP 1984
- L' Homme de Suez, 1983 (série francesa)

## Cinema
- O Misterioso Caso De Lázaro Lafourcade, de Tiago Durão, 2023
- Variações, de João Maia, 2019
- Portugal Não Está à Venda, de André Badalo, 2018
- Os Últimos Dias, curta metragem, 2011
- Julgamento, de Leonel Vieira, 2007
- Le cercle des passions, de Claude d'Anna, 1983